# مافیل
مافیل (به اسپانیایی: Máfil) یک شهرستان‌ در شیلی است که در استان بالدیبیا واقع شده‌است. مافیل ۵۸۲٫۷ کیلومتر مربع مساحت و ۷٬۰۰۶ نفر جمعیت دارد و ۱۴ متر بالاتر از سطح دریا واقع شده‌است.